# ستيفان ميريل بلوك
ستيفان ميريل بلوك (بالإنجليزية: Stefan Merrill Block)‏ (1982، بلينو في الولايات المتحدة)؛ كاتب وروائي أمريكي.